# Skalltjärnen, Värmland
Skalltjärnen är en sjö i Munkfors kommun i Värmland och ingår i Göta älvs huvudavrinningsområde. Sjön är 47,5 meter djup, har en yta på 0,112 kvadratkilometer och befinner sig 194,5 meter över havet.

## Delavrinningsområde
Skalltjärnen ingår i det delavrinningsområde (663132-136933) som SMHI kallar för Ovan VDRID = Ranån i Göta älvs vattendragsyta. Medelhöjden är 171 meter över havet och ytan är 58,52 kvadratkilometer. Räknas de 430 avrinningsområdena uppströms in blir den ackumulerade arean 10 869,21 kvadratkilometer. Avrinningsområdets utflöde Göta älv (Röa) mynnar i havet. Avrinningsområdet består mestadels av skog (73 procent). Avrinningsområdet har 1,7 kvadratkilometer vattenytor vilket ger det en sjöprocent på 2,9 procent.